# Саука (Васлуј)
Саука (рум. Sauca) насеље је у Румунији у округу Васлуј у општини Лаза. Oпштина се налази на надморској висини од 171 m.

## Становништво
Према подацима из 2002. године у насељу је живело 1122 становника, од којих су сви румунске националности.